# 疊石塘山
疊石塘山（葡萄牙語：Alto de Coloane），又名路環塔石塘山，位於澳門路環，海拔170.59米，如計算混凝土立面總高度為172.41米，為澳門最高點。

## 景點
- 路環步行徑

路環步行徑是澳門離島的第一條林徑，始建於1984年，於1986年全線完成，位於路環海拔100公尺高的山頭，全長8,100公尺，行人可循支徑前往各燒烤公園和郊野公園，也可沿天梯前往媽祖像。
- 路環健康徑

健康徑位於路環叠石塘山西面的山腰，全長1225米，於1992年澳門綠化週期間開幕，是路環第一條健康徑。健康徑沿途有紅絨球亭就是以紅絨球花命名的，紅絨球亭與山橙亭還有其餘5座位於路環步行徑的涼亭合稱彩虹七亭，是在1996年12月27日由臨時海島市政局執委會商議建造的，7座亭於1997年11月1日正式啟用。
- 路環山頂公園

路環山頂公園始建於1988年，位於疊石塘山山頂，佔地僅為260平方米，視野遼闊，可望向路環的另一個景點黑沙海灘。設有兒童遊樂設施。
- 媽祖塑像

距離路環山頂公園不遠處建有世上最高的漢白玉媽祖像，該座塑像於1997年落成，高19點99米，連基座總高度近30米，造價逾870萬澳門幣，由澳門畫家梁晚年設計，於河北省曲陽縣塑造，總重量逾七百噸。該像具有中國唐代女性形象，因以漢白玉塑成，故全身純白，且面向澳門半島，寓意爲澳門賜福祛難。

## 爭議事件

### 超高樓項目風波
2013年1月，疊石塘山山腳附近被發現架起一發展商圍欄，表示該區將興建住宅，惹起澳門市民憂慮澳門僅有的山體會被破壞。而澳門土地工務運輸局網站亦刊出相關工程，平整疊石塘山的山坡附近的土地。網站亦指該工程由長江集團負責。

### 斜行電梯惹質疑
2019年11月26日，市政署市政管委會副主席羅志堅介紹時稱，將計劃石排灣巴士站後設置垂直升降機連通疊石塘山丘。
2022年2月，市政署管委會主席戴祖義表示，疊石塘山的斜行電梯工程將透過有關整治，打造一個更理想的步行環境，相信預算不會好龐大，盡量使用現有步道資源，無須開闢山體，希望整治工作低成本、高效益。目前仍處設計階段，爭取年內動工。
2022年4月8日，對於市政署於2021年12月介紹「石排灣社區公共設施及過路設施優化計劃」，當中第四期打算在疊石塘山腳的石排灣南端廣場建造電梯連接山上，目前計劃處於初步設計階段。環保學生聯會會長陳俊明擔心，工程及電梯的運作都對生態造成破壞，而目前亦並非沒有方法到達疊石塘山。過去數年，政府開發山路的工程已導致該處生物數量下降。他促請政府應保留疊石塘山及路環山體的原生生態，應避免人為干擾，同時要宣傳教育市民體驗行山的真正意義。
2022年4月初，市政署仍未有公佈電梯的詳細設計、預算以及如何保護山體及周遭環境，亦未曾舉行新聞發佈會介紹該優化計劃。然而，消息一出，引來多方意見。不少網民及團體質疑該電梯的必要性以及對山體、動植物的棲息地造成的不可逆轉的破壞。民眾建澳聯盟副理事長的吳超偉又指出，大潭山斜行升降機投入使用至今，得到不少居民及旅客的讚許，也鼓勵了綠色出行，雖然該工程在建設初期社會曾有不同的聲音。又指，石排灣區內已具備一定的條件引入斜行升降機，從環境上看，疊石塘山與媽祖像、路環山頂公園一脈相連，更可與路環步行徑作延伸。離島社諮會副召集人林家全回應指，有關設計方案仍是初步構思，不存在贊成與反對之分，市政署代表只是介紹該計劃。有關疊石塘出建上山電梯計劃，市政署雖未有詳盡設計，但不少網民留言反對該計劃，認為破壞山體、浪費公帑。亦有不少網民留言批評計劃浪費公帑，或只會使極少部分人受益，專頁「沃門生態沙漠掙扎日記」指出，「興建電梯所造成的破壞、建築廢料污染、噪音污染、建成後大量人流造成的人與動物衝突（例如打蛇，誘拍鳥類）都絕對會對原生物種造成不可逆轉的影響和破壞。」同時指出，路環疊石塘山非常重要，有多種「國家重點保護野生動物」棲生。專頁已記錄到：褐翅鴉鵑、小鴉鵑、鳳頭鷹、赤腹鷹、黑鳶、普通鵟、紅隼、畫眉、紅喉歌鴝、緬甸蟒等等國家二級保護野生動物在此棲息或繁殖。該專頁又批評當局無視該計劃對這些珍貴物種所造成影響。同時又引述中共生態環境部黨組書記孫金龍、部長黃潤秋在《人民日報》發表的署名文章《堅持以習近平生態文明思想為指引，深入打好污染防治攻堅戰》，「可見我們的偉大的祖國在不斷地保護生態，相反澳門卻是在不斷破壞，雖說是一國兩制，但咁樣唱反調真係好咩？」。「綠野之友」亦在其社交網站指出，疊石塘山上平台工程、陸軍路路燈及疑似鋪瀝青路，所帶來的光害及破壞進一步向林地侵入，破壞面積不容無限擴張。又指，在該工程啟動前當局必須為這片山水做好環評工作。「綠野之友」又強調，澳門需要一片寧靜無光害的山野。

## 相關保育法令
根據1984年6月30日頒佈的第56/84/M號法令，以及於1992年12月31日修訂的第83/92/M號法令規定，在路環島海拔高度80公尺處列為保護區域。